# Aram Shelton

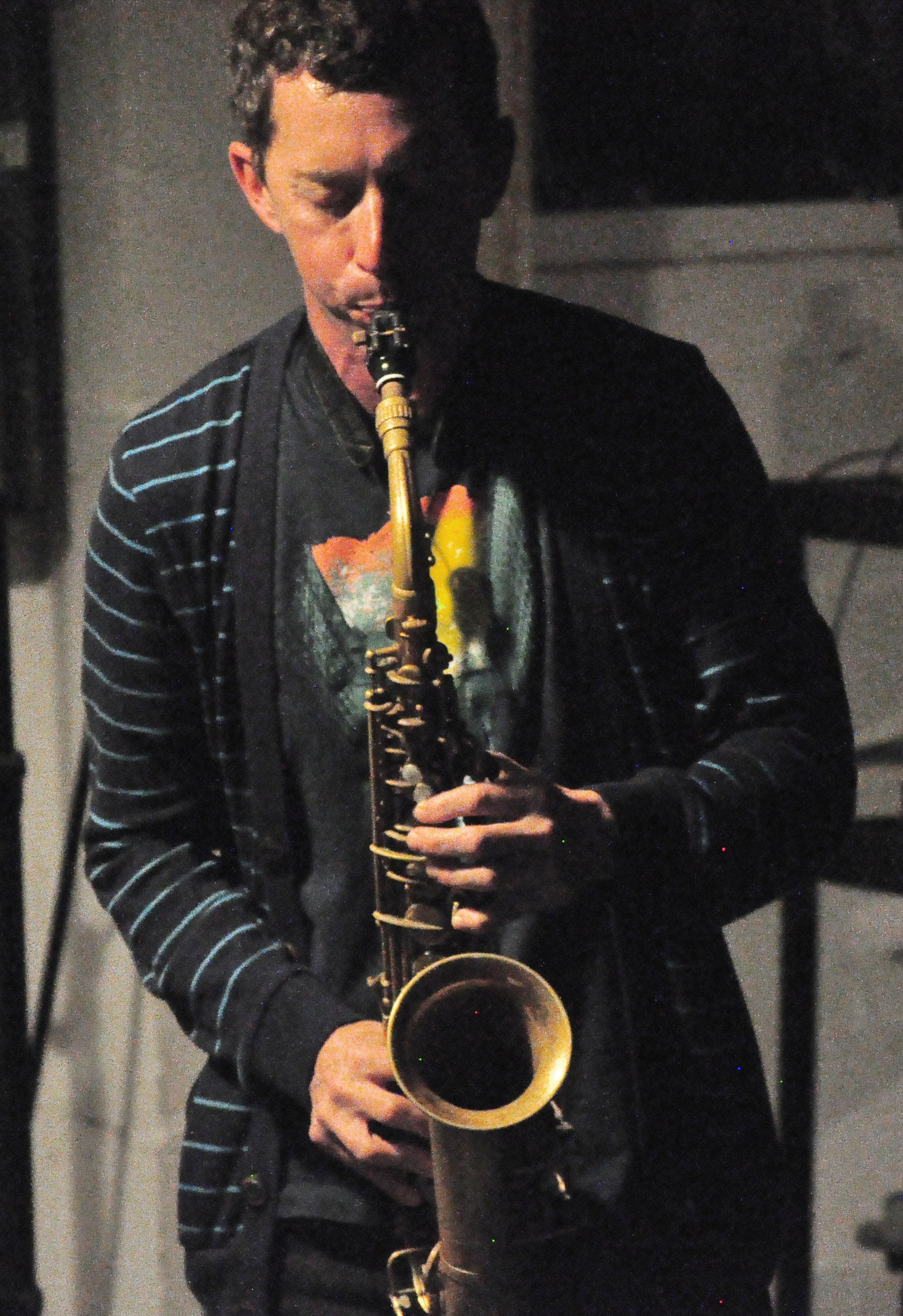
Shelton mit dem Ton Trio auf dem 20th Olympia Experimental Music Festival, 2014

Aram Shelton (* 14. September 1976 in Walton (New York)) ist ein US-amerikanischer Musiker (Saxophone, Klarinette, Electronics) des Free Jazz und der improvisierten Musik.

## Leben und Wirken
Shelton wuchs im Südosten von Florida auf, lernte auf dem College Altsaxophon und begann seine Musikerkarriere in Washington, D.C. Zunächst orientiert an Ornette Coleman und Jackie McLean arbeitete er ab 1999 in der Chicagoer Jazzszene mit den Formationen Fast Citizens (mit Fred Lonberg-Holm und Keefe Jackson), dem Trio Dragon 1976 (mit Jason Ajemian und Tim Daisy), Arrive (sein Quartett mit Jason Adasiewicz, Jason Roebke und Tim Daisy) und Rapid Croche. Mit Jonathan Crawford bildete er Grey Ghost. Seine Aufnahmen erschienen zumeist auf seinem Label Singlespeed Music. Seine Kompositionen sind u. a. Ornette Coleman, Sun Ra, Charles Mingus, Dave Douglas und osteuropäischer Musik beeinflusst. In den 2000er Jahren bezog er in sein Werk elektro-akustische Elemente ein, indem er Phrasen von Orchestermusik neu arrangierte und einspielte. Seit 2005 lebt er in Oakland, wo er sich am Mills College fortbildete und mit Musikern wie Weasel Walter, Fred Frith, Jon Raskin und Damon Smith auftrat.

## Kompositionen (Auswahl)
- Opened and Moved (2005) für Solo-Cello mit Electronics
- November (2006) für zwei Klarinetten, Bassklarinette, Piano und Electronics
- Static Active (2009) für Klarinette, Kontrabass, Perkussion und Electronics

## Diskographische Hinweise
- Dragon 76: On Cortez (Locust Music, 2003)
- Arrive (482 Music, 2005) mit Jason Adasiewicz, Jason Roebke, Tim Daisy
- Dragon 76 (MultiKulti, 2007)
- Ton Trio: The Way (Singlespeed, 2009) mit Kurt Kotheimer, Sam Ospovat
- Josh Berman / Aram Shelton / Weasel Walter: Last Distractions (Singlespeed, 2009)
- Aram Shelton’s Fast Citizens: Two Cities (Delmark Records, 2009)
- Aram Shelton’s Arrive There Was… (Clean Feed Records, 2011) mit Tim Daisy, Jason Roebke, Jason Adasiewicz
- Aram Shelton / Ole Mofjell: Uncovered (Single Speed Music, 2017)
- Aram Shelton / Grzegorz Tarwid / Tomo Jacobson / Håkon Berre: Hopes and Fears (Multikulti Project, 2017)
- Larry Ochs & Aram Shelton Quartet (Kjell Nordeson, Mark Dresser, Scott Walton): Continental Drift (2020)